# Carlo Giuffré
Carlo Giuffré (Nápoles, Italia; 3 de diciembre de 1928 - Roma, Italia; 1 de noviembre de 2018) fue un actor teatral y cinematográfico italiano.

## Biografía
Hermano menor del también actor Aldo, se graduó en la Academia Nacional de Arte Dramática de Roma (Accademia nazionale d'arte drammatica), comenzando a trabajar con su hermano en teatro en 1947. Dos años más tarde, los hermanos Giuffré debutaron con Eduardo De Filippo, interpretando la mayoría de las comedias napolitanas de este gran autor, gracias a las cuales el joven Carlo lució sus dotes de actor de vocación cómica y grotesca.
En 1963, entró en la Compagnia dei Giovani trabajando junto a Giorgio De Lullo, Rossella Falk, Romolo Valli y Elsa Albani, con los cuales actuó durante ocho temporadas seguidas en obras como Seis personajes en busca de autor de Pirandello, Las tres hermanas de Chéjov o Egmont de Goethe.
Posteriormente, junto a su hermano puso en escena, también en el papel de director, comedias del repertorio de Eduardo De Filippo, como Le voci di dentro, Napoli milionaria!, Non ti pago y Natale in casa Cupiello.
Numerosas fueron también sus actuaciones en el cine y en series de televisión de RAI, como Tom Jones (1960) o I Giacobini (1962).
Fue uno de los actores más característicos de la última fase de la Commedia all'italiana, interpretando personajes como Vincenzo Macaluso en La ragazza con la pistola (1968), Silver Boy en Basta guardarla (1971), el esposo engañado en La signora è stata violentata! (1973) o el amante incansable en La signora gioca bene a scopa? (1974).
En 1971 presentó en televisión la 21.ª edición del Festival de la Canción Italiana de San Remo.
En 2007, con ocasión de la entrega del premio a la trayectoria por parte del "Premio ETI - Gli olimpici del teatro", recibió el reconocimiento de Gran Oficial de la República Italiana por el Presidente Giorgio Napolitano y puso en escena otro clásico del teatro de Eduardo De Filippo, ¡Chao, don Antonio Barracano!. Posteriormente, actuó en teatro en I casi sono due de Armando Curcio y Questi fantasmi! de Eduardo De Filippo.
Murió el 1 de noviembre de 2018 a los 89 años, tras una larga enfermedad.

## Filmografía

### Cine

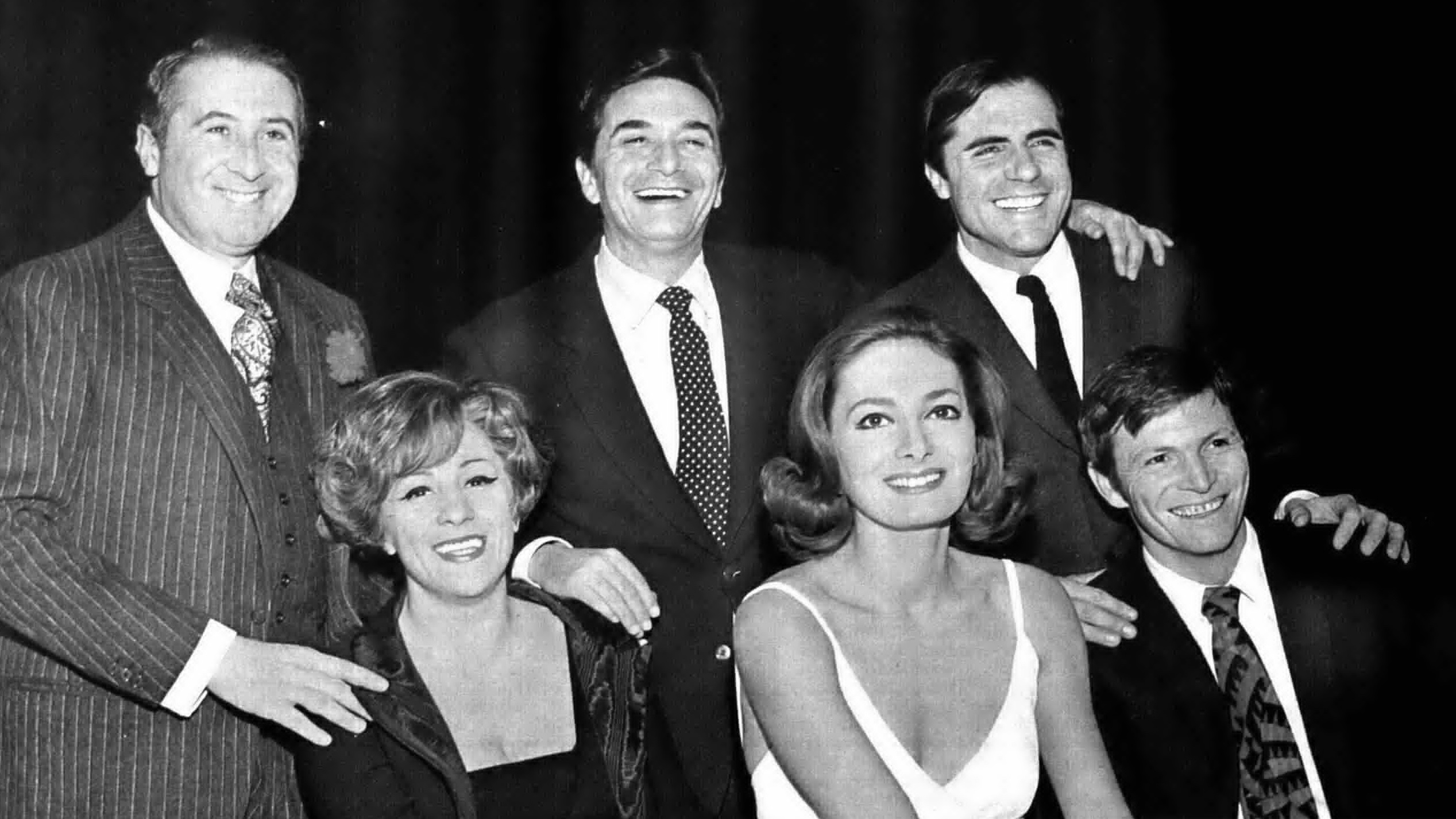
Carlo Giuffré con la Compagnia dei Giovani, en 1967.

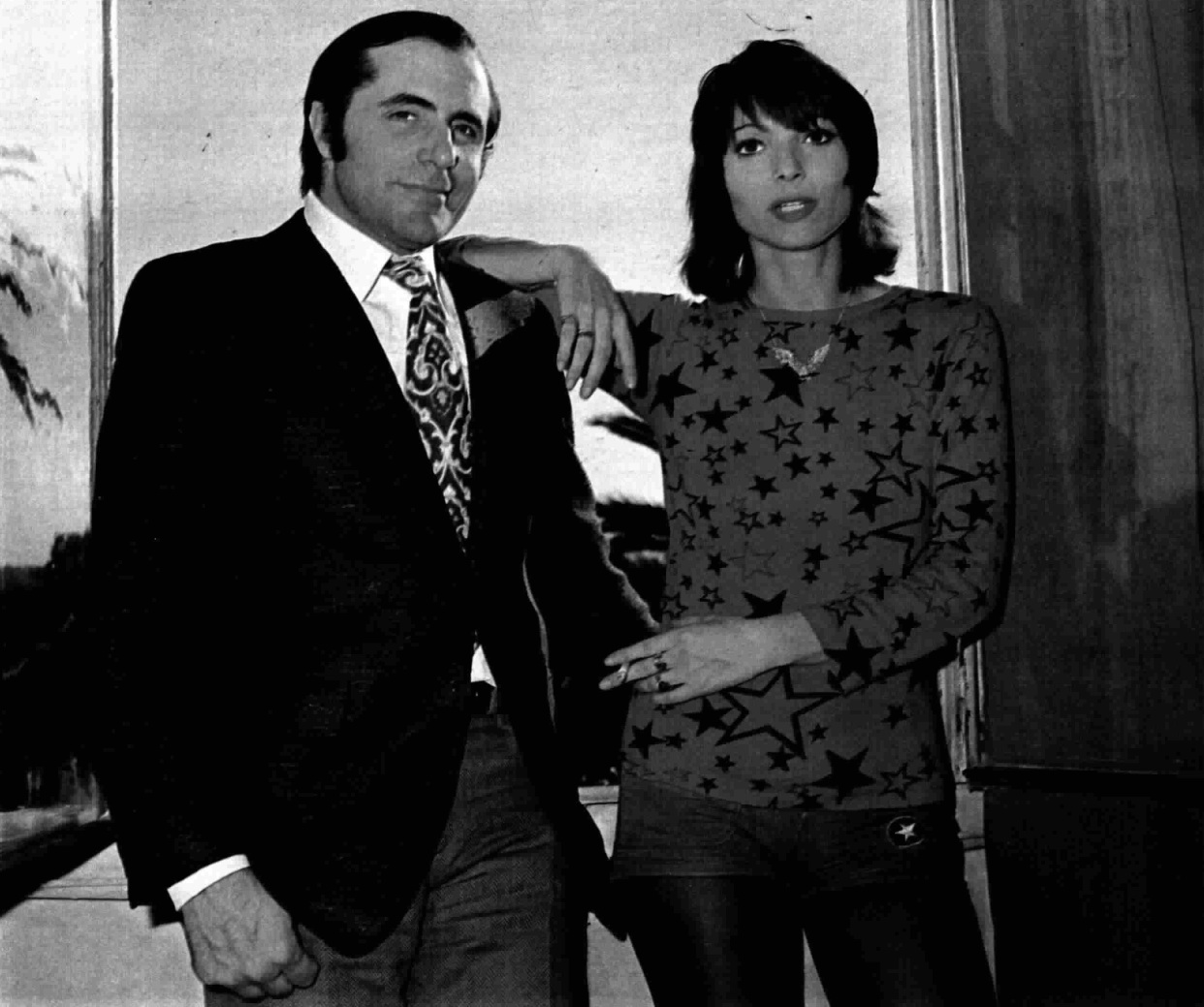
Carlo Giuffré y Elsa Martinelli, presentadores del Festival de la Canción Italiana de San Remo en 1971.

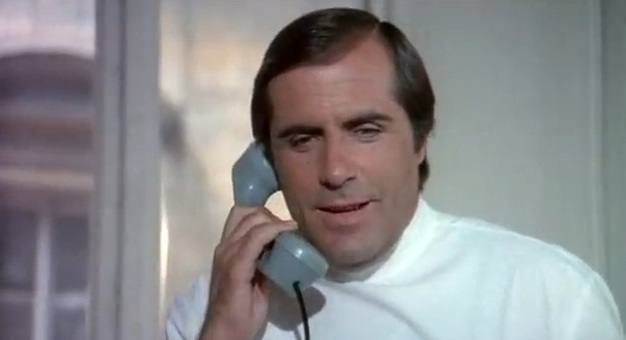
Carlo Giuffré en Il trafficone (1974) de Bruno Corbucci.

- Napoli milionaria, de Eduardo De Filippo (1950)
- Milano miliardaria, de Marcello Marchesi y Vittorio Metz (1951)
- Il padrone del vapore, de Mario Mattoli (1951)
- La macchina ammazzacattivi, de Roberto Rossellini (1952)
- Inganno, de Guido Brignone (1952)
- Cinque poveri in automobile, de Mario Mattoli (1952)
- La domenica della buona gente, de Anton Giulio Majano (1953)
- ...e Napoli canta!, de Armando Grottini (1953)
- Napoli terra d'amore, de Camillo Mastrocinque (1954)
- Quando tramonta il sole, de Guido Brignone (1955)
- Cantami "Buongiorno tristezza", de Giorgio Pàstina (1955)
- Cantate con noi, de Roberto Bianchi Montero (1955)
- Il ferroviere, de Pietro Germi (1956)
- Presentimento, de Armando Fizzarotti (1956)
- Onore e sangue, de Luigi Capuano (1957)
- Arrivederci Roma, de Roy Rowland (1957)
- Belle ma povere, de Dino Risi (1957)
- La sposa, de Edmondo Lozzi (1958)
- Arriva la banda, de Tanio Boccia (1959)
- Primo amore, de Mario Camerini (1959)
- Ciao, ciao bambina! (Piove), de Sergio Grieco (1959)
- Le cameriere, de Carlo Ludovico Bragaglia (1959)
- Lui, lei e il nonno, de Anton Giulio Majano (1959)
- Caterina Sforza, la leonessa di Romagna, de Giorgio Walter Chili (1959)
- La duchessa di Santa Lucia, de Roberto Bianchi Montero (1959)
- La cento chilometri, de Giulio Petroni (1959)
- La contessa azzurra, de Claudio Gora (1960)
- Vacaciones en la Argentina, de Guido Leoni (1960)
- Il corazziere, de Camillo Mastrocinque (1960)
- Le ambiziose, de Antonio Amendola (1961)
- Don Camilo, monseñor, de Carmine Gallone (1961)
- I briganti italiani, de Mario Camerini (1961)
- Madame Sans-Gene, de Christian-Jaque (1961)
- Leoni al sole, de Vittorio Caprioli (1961)
- La bellezza di Ippolita, de Giancarlo Zagni (1962)
- Adultero lui, adultera lei, de Raffaello Matarazzo (1963)
- Scandali nudi, de Enzo Di Gianni (1964)
- Amore e alfabeto, episodio de Amore in quattro dimensioni, de Massimo Mida (1964)
- Bianco, rosso, giallo, rosa, de Massimo Mida (1964)
- Quel porco di Maurizio, episodio de Letti sbagliati, de Steno (1965)
- Con rispetto parlando, de Marcello Ciorciolini (1965)
- I soldi, de Gianni Puccini (1965)
- Le sedicenni, de Luigi Petrini (1965)
- Trappola per sette spie, de Mario Amendola (1967)
- American Secret Service, de Enzo Di Gianni (1968)
- La ragazza con la pistola, de Mario Monicelli (1968)
- Il trapianto, de Steno (1969)
- Ninì Tirabusciò, la donna che inventò la mossa, de Marcello Fondato (1970)
- Basta guardarla, de Luciano Salce (1971)
- Per amore o per forza, de Massimo Franciosa (1971)
- Mazzabubù... Quante corna stanno quaggiù?, de Mariano Laurenti (1971)
- Cose di Cosa Nostra, de Steno (1971)
- Noi donne siamo fatte così, de Dino Risi (1971)
- Le inibizioni del dottor Gaudenzi, vedovo, col complesso della buonanima, de Giovanni Grimaldi (1971)
- Demasiado bonitas para ser honestas, de Renato Balducci (1972)
- Bella, ricca, lieve difetto fisico, cerca anima gemella, de Nando Cicero (1973)
- La vedova inconsolabile ringrazia quanti la consolarono, de Mariano Laurenti (1973)
- La signora è stata violentata!, de Vittorio Sindoni (1974)
- La signora gioca bene a scopa?, de Giuliano Carnimeo (1974)
- Commissariato di notturna, de Guido Leoni (1974)
- Il trafficone, de Bruno Corbucci (1974)
- La supplente, de Guido Leoni (1975)
- Lezioni private, de Vittorio De Sisti (1975)
- Quel movimento che mi piace tanto, de Franco Rossetti (1976)
- Lezioni di violoncello con toccata e fuga, de Davide Montemurri (1976)
- Scandalo in famiglia, de Marcello Andrei (1976)
- La ragazza alla pari, de Mino Guerrini (1976)
- Le seminariste, de Guido Leoni (1976)
- Maschio latino... cercasi, de Giovanni Narzisi (1977)
- Es pecado... pero me gusta, de Joan Bosch Palau (1977)
- Voglia di donna, de Franco Bottari (1978)
- La vedova del trullo, de Franco Bottari (1979)
- Tre sotto il lenzuolo, de Michele Massimo Tarantini (1979)
- Riavanti... Marsch!, de Luciano Salce (1979)
- Ciao Marziano, de Pier Francesco Pingitore (1979)
- Rag. Arturo De Fanti, bancario precario, de Luciano Salce (1980)
- La cameriera seduce i villeggianti, de Aldo Grimaldi (1980)
- La pelle, de Liliana Cavani (1981)
- I figli... so' pezzi 'e core, de Alfonso Brescia (1982)
- Core mio, de Stefano Calanchi (1982)
- Son contento, de Maurizio Ponzi (1983)
- Desiderio, de Anna Maria Tatò (1984)
- Tre colonne in cronaca, de Carlo Vanzina (1990)
- Pinocho, de Roberto Benigni (2002)
- Se mi lasci non vale, de Vincenzo Salemme (2016)

### Televisión
- L'Alfiere (1956) Película para la televisión
- Tom Jones (1960) Serie de televisión
- Macbeth (1960) Película para la televisión
- La trincea (1961) Película para la televisión
- Racconti napoletani di Giuseppe Marotta (1962) Miniserie de televisión
- I Giacobini (1962) Serie de televisión
- Annella di Porta Capuana (1963) Película para la televisión
- Bene mio e core mio (1964) Película para la televisión
- Le avventure di Laura Storm (1966) Serie de televisión
- Il leone di San Marco (1969) Miniserie de televisión
- L'amica delle mogli (1970) Película para la televisión
- Un affare editoriale (1971) Película para la televisión
- Giallo di sera (1971) Miniserie de televisión
- L'amico delle donne (1975) Película para la televisión
- L'eredità della priora (1980) Miniserie de televisión
- The Innocents Abroad (1983) Película para la televisión
- Melodramma (1984) Película para la televisión
- L'ombra nera del Vesuvio (1987) Miniserie de televisión
- La moglie ingenua e il marito malato (1989) Película para la televisión
- Pronto soccorso (1990) Miniserie de televisión
- Gino Bartali - L'intramontabile (2006) Película para la televisión

### Doblaje
- Danny Aiello en Érase una vez en América, de Sergio Leone (1984) (versión italiana)

## Teatro
- Cecè (1978) de Luigi Pirandello, dirección de Andrea Camilleri, con Carlo Giuffré, Olga Karlatos, Franco Scandurra
- Miseria e nobiltà (2003-2004) de Eduardo Scarpetta, dirección de Carlo Giuffré, con Nello Mascia
- Il medico dei pazzi (2004-2005) de Eduardo Scarpetta, dirección de Carlo Giuffré
- Il sindaco del rione Sanità (2008-2009) de Eduardo De Filippo, dirección de Carlo Giuffré
- I casi sono due (2009-2010) de Armando Curcio, dirección de Carlo Giuffré, con Angela Pagano
- Questi fantasmi! (2011-2012) de Eduardo De Filippo, dirección de Carlo Giuffré
- La lista di Schindler (2014-2015), dirección de Francesco Giuffré

## Distinciones honoríficas
- Gran Oficial de la Orden al Mérito de la República Italiana (Roma, 2007).[2]